# Hajdú József (labdarúgó)
Hajdú József (Budapest, 1946. március 22. – Törökbálint, 2023. május 6.) magyar labdarúgó, kapus, majd edző. Fia Hajdu Attila labdarúgó.

## Pályafutása

### Klubcsapatban
Labdarúgó pályafutását a Magyar Kábel csapatában kezdte. 1964-ben az MTK-hoz igazolt. Az 1966-os és 1967-es idényben kölcsönjátékosként a Fővárosi Autóbusz csapatában védett. Az ezt következő idényben visszatért a Hungária körútra és az élvonalban is bemutatkozott. 1973-ig 106 bajnoki mérkőzésen védett. Legnagyobb sikere a kék-fehérekkel az 1968-as magyar kupa győzelem volt. 1973-ban a VM Egyetértéshez szerződött, ahol 34 bajnoki mérkőzésen szerepelt. A csapat 1974 év végén fuzionált az MTK-val. Hajdút a Ferencváros igazolta le. 
1976-ban és 1981-ben bajnokságot, 1976-ban és 1978-ban magyar kupát nyert a Fradival. 1975 és 1983 között 230 bajnoki mérkőzésen védett. Az 1982–1983-as szezon végén a Budafoki MTE-ben szerepelt kölcsönben. Hivatalosan 1983-ban vonult vissza.

### A válogatottban
1964–65-ben tíz alkalommal szerepelt az ifjúsági válogatottban.

## Sikerei, díjai
- Magyar bajnokság
  - bajnok: 1975–76, 1980–81
  - 2.: 1978–79
  - 3.: 1976–77
- Magyar kupa (MNK)
  - győztes: 1968, 1976, 1978

- az FTC Fair Play-díj győztese: 1979
- az FTC örökös bajnoka: 1981